# Власьево (Республика Алтай)
Власьево (алт. Ылгаскы) — село в Усть-Коксинском районе Республики Алтай России. Входит в состав Усть-Коксинского сельского поселения.

## География
Расположено в приграничной территории юго-западной части Республики Алтай в горно-степной зоне и находится у реки Власьевка, вблизи её впадения в р. Кокса.
Уличная сеть состоит из одного географического объекта: ул. Родниковая.

## Население
| 2010 | 2011 | 2012 | 2013 | 2014 | 2015 |
| ---- | ---- | ---- | ---- | ---- | ---- |
| 13   | →13  | →13  | →13  | ↘12  | →12  |
| 2016 |      |      |      |      |      |
| ↘11  |      |      |      |      |      |

Национальный состав
Согласно результатам переписи 2002 года, в национальной структуре населения алтайцы и русские составляли по 50 % от общей численности населения в 14 жителей.

## Инфраструктура
Личное подсобное хозяйство. Животноводство.

## Транспорт
Находится на автодороге регионального значения «Иня — Усть-Кокса — Усть-Кан — Туекта» (Постановление Правительства Республики Алтай от 21.06.2012 № 20-36 «О перечне наименований населенных пунктов, пересекаемых рек, ручьев, расположенных на территории Республики Алтай вдоль трасс автомобильных дорог общего пользования, на алтайском языке»), она же «Подъезд Талда — Тюнгур (Природный парк „Белуха“)» (идентификационный номер 84К-134) (Постановление Правительства Республики Алтай от 12.04.2018 N 107 «Об утверждении Перечня автомобильных дорог общего пользования регионального значения Республики Алтай и признании утратившими силу некоторых постановлений Правительства Республики Алтай»).